# 迪多·塔拉瓦爾沙
迪多·塔拉瓦爾沙（義大利語：Tito Traversa，2001年4月22日—2013年7月5日），本名迪多·克勞迪奧·塔拉瓦爾沙，是一名義大利籍登山客，因年紀輕輕而知名，從8歲開始攀爬各種高山。但他於2013年7月5日因登山墜落意外逝世於法國，得年僅12歲。